# Carles Francino i Murgades
|  | Aquest article tracta sobre el periodista català. Vegeu-ne altres significats a «Carles Francino i Navarro». |

Carles Francino i Murgades (Barcelona, 3 de gener de 1958) és un periodista català. Té la carrera de Periodisme, que va estudiar a la Universitat Autònoma de Barcelona. És pare de l'actor Carles Francino i Navarro.

## Biografia
Va començar a treballar a Ràdio Tarragona. Després va continuar treballant per a la Cadena COPE de Reus, emissora de la qual va ser redactor d'esports i informació general, més tard va passar a incorporar-se a la delegació a Tarragona d'aquesta emissora i ser el responsable dels informatius. El 1987, va fitxar per a Ràdio Reus, emissora local de Reus de la Cadena Ser. A Ràdio Reus és on va conèixer a Andreu Buenafuente, ambdós actualment amics. En fou el director de Ràdio Reus i després també de Ràdio Salou i de Ràdio Móra d'Ebre, totes elles emissores locals de la Cadena Ser.
L'agost del 1990 es va traslladar cap a Madrid per a dirigir els serveis informatius del nou canal de Sogecable, Canal Plus. Va presentar els informatius nocturns i a més, va presentar la gala d'inauguració del Canal Plus.
El 1994 va fitxar per a Televisió de Catalunya, on ha estat durant 11 anys la cara dels Telenotíces, un dels presentadors dels informatius més populars com també ho han estat Àngels Barceló i Helena García Melero. Ha fet algunes temporades el Telenotícies migdia i algunes altres el Telenotícies vespre. També ha estat el sots-director dels serveis informatius de TVC. Durant les nits electorals, Carles Francino era el responsable de fer l'anàlisi dels resultats electorals, amb un gran domini de les llistes electorals, forquilles i infografies. Va acomiadar-se del públic de TVC el 2 de setembre del 2005.
Aleshores, havia fitxat un altre cop per a la Cadena Ser per a dirigir i presentar el mític programa Hoy por hoy. El fet de presentar aquest programa que sempre havia estat presentat i dirigit per Iñaki Gabilondo (el qual també fou el creador i la "imatge" del programa), va ser tot un repte per a Carles Francino. Carles Francino dirigeix i presenta actualment Hoy por hoy a la Cadena Ser des de Madrid i des del 19 de setembre del 2005.
El 1999 va rebre el Premi Ciutat de Barcelona per la seva professionalitat i el 2003 va obtenir el Premi Lliri de l'Associació de Dones Periodistes de Catalunya. El 2022 va ser reconegut amb el premi Ondas a la trajectòria o millor tasca professional.